# Publilius Syrus
Publilius Syrus (Kr. e. 85 körül – Kr. e. 43 után), római mimusszerző és mimusszínész.

## Élete
Mint cognomene is mutatja, szíriai származású rabszolga volt, Rómába Antiochiából került. Egy szabados szolgálatában állt, aki tetszetős külseje és csattanós élceinek köszönhetően nemcsak felszabadította, hanem gondos képzésben is részesítette. Felszabadítása után, Julius Caesar idejében mint mimus-író és színész tevékenykedett (Cicero: Ad familiares 12, 18; Seneca: Epistolae morales 94). Egy színjátszó társaságot vezetett, így járta be Itáliát. Pályájának csúcsán, Kr. e. 46-ban a Ludi Caesarison, a költői és előadói versenyen Caesar jelenlétében legyőzte a nála 20 évvel idősebb Decimus Laberiust. Utolsó fellépésére Kr. e. 44-ben, nem sokkal Caesar halála után került sor a megalesiai játékokon (ludi megalenses). Halálának éve ismeretlen.

## Költészete
Mimusaiból 3 töredék maradt fenn (Priscianus 10, 42; Nonius Marcellus 133, 9; Isidorus Origenes 19, 23, 2). A Petronius Satyriconjában (55. fejezet) található töredékek kétséges eredetűek. Színdarabjaiban mintegy 700 morális szentencia volt olvasható, ezért ezeket a Kr. u. 1. században összegyűjtötték, és iskolai használatra kiadták Publilii Syri mimi Sententiae címen. Ez annak a jele, hogy műveiben nagy szerepet játszott a gondolatiság, és a tömör, szentencia-szerű kifejezésmód. Ezeket a bölcs mondásokat Euripidész és Menandrosz stílusában írta. Témái között megtalálható a szegénység, a gazdagság, a barátság, a szerelem, a butaság és a bölcsesség. Írásainak versformája iambicus senarius. Publilius munkásságát az idősebb és a ifjabb Seneca is nagyra becsülte. A császárkorban, a középkorban, és a humanizmus idején is nagy népszerűségnek örvendett, olyannyira, hogy más forrásokból kiegészítették a neve alatt fennmaradt szövegeket.

### Idézetek
- "Jótéteményt elfogadni annyi, mint eladni a szabadságot." ("Beneficium accipere libertatem est vendere.")
- "Aki nem tud ajándékozni, méltatlan a jótéteményre."
- "Nem a szándék, hanem az idő veti végét a szerelemnek."
- "A győzelem mindig ott van, ahol egyetértés uralkodik."
- "A merészség növeli a bátorságot, a tétovázás a félelmet."
- "A gyakori megbocsátás az ostobát gazfickóvá teszi."
- "A türelmetlen beteg kegyetlenné teszi az orvost."
- "Egyetlen hajszálnak is van árnyéka."
- "A szerencse üvegből van; mikor legszebben ragyog, akkor törik el."
- "Távozásra biztatod azt, akit akarata ellenére visszatartasz."
- "Önmagát ítéli el a bíró, ha felmenti a bűnöst."
- "Kedves a tövis, ha mellette a rózsa."
- "A sors ostobává teszi azt, akit el akar pusztítani."
- "Szükségben mutatkozik meg az igazi barát."
- "Soha sem volt úgy, hogy nem lett volna sehogy."
- "Semmit sem szeret jobban a vágy, mint amit nem szabad."

## Kiadások
- Ribbeck: Scaen. Rom. Poes. Fragm. 2, 307. p.
- Wölfflin, E.: Sententiae (Lipcse, 1869)
- Spengel, A. (1874)
- Meyer, W. (Lipcse, 1880)
- Friedrich, O.: Sententiae (Berlin, 1880)
- Duff, J. W. és A. M.: Minor latin Poets (1961)
- Debrecen, 1551 – a mondások kiadása Rotterdami Erasmus alapján
- 43 szentencia (Szabó L.: Örök barátaink, 1958)
- 14 szentencia (Kerényi Grácia: Római költők antológiája, 1963)
- 101 szentencia (Szabó György: Sötétben tündöklőbb a fény, 1975)